# Köl-Suu
 (juin 2020).

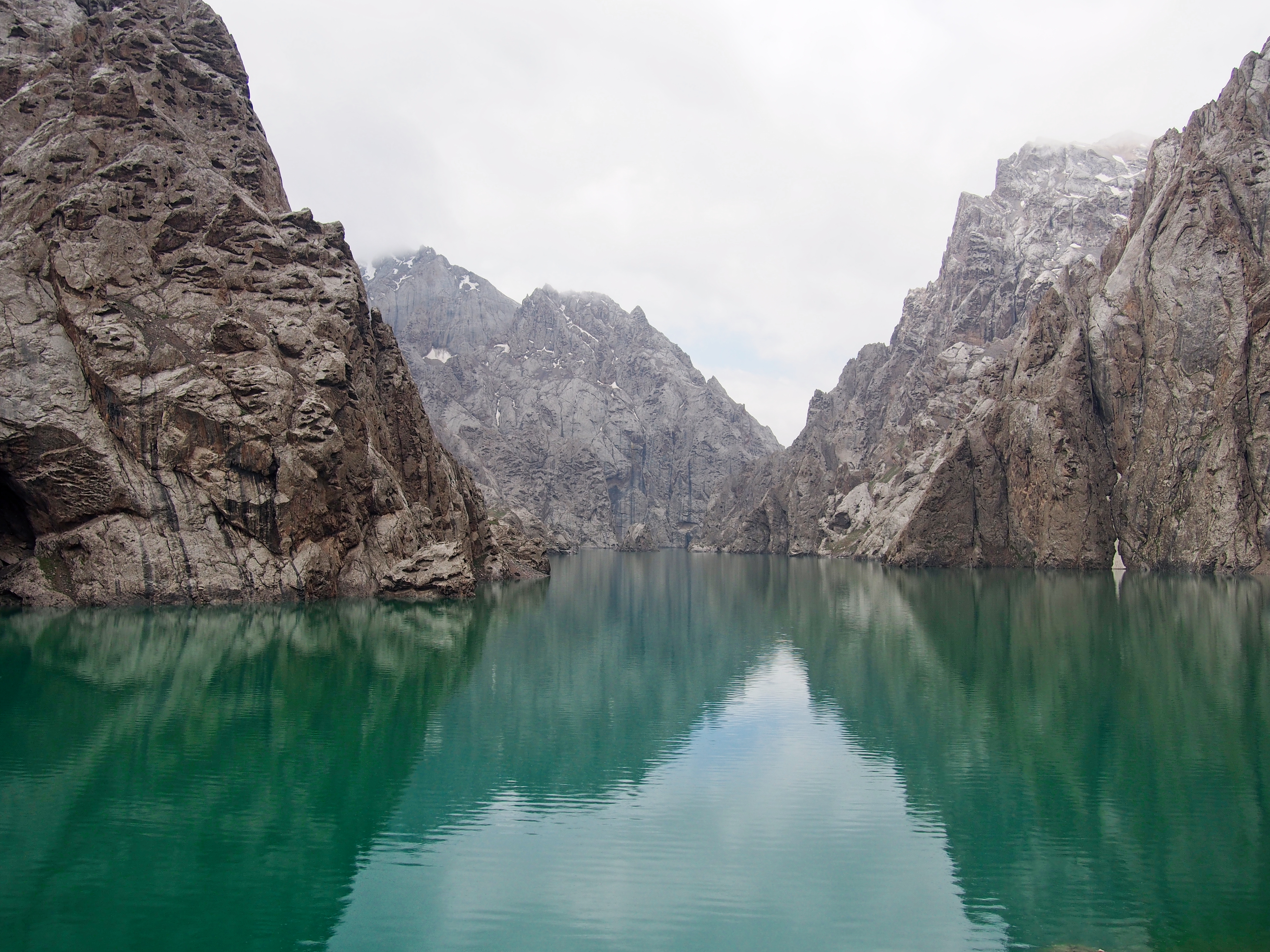

Le Köl-Suu (kirghize : Көлсуу) est un lac alpin situé dans le district d'At-Bashi, dans la province de Naryn, dans le sud-est du Kirghizistan. Il est situé à 3500 m d'altitude dans les montagnes du Tian Shan. Il est alimenté et drainé par la rivière Kurumduk, un affluent gauche de la rivière Kök-Kyya, qui est un affluent droit de la rivière Toshkan (en).